# アマーリエ・ゼーバルト
アマーリエ・ゼーバルト（Amalie Sebald 1787年8月24日 - 1846年1月4日）は、ドイツの歌手。20世紀の初頭にはルートヴィヒ・ヴァン・ベートーヴェンの「不滅の恋人」であると考えられていた。

## 生涯
ゼーバルトはベルリンに生まれた。父は法律顧問官（Justizrats）のカール・クリスティアン・アウグスト・ゼーバルト、母はアルスティン・フォン・ゼーバルト（旧姓シュヴァトケ）である。ゲオルク・カール・ベンヤミン・リッチェルと結婚した姉妹のアウグステと同様、アマーリエもソプラノ歌手であった。合唱協会の記録には母が1791年、姉妹が1801年と1802年に記録されており、独唱者として舞台に登場したのはそれぞれ1794年、1803年、1804年のことであった。
ベートーヴェンとゼーバルトは1811年の夏にテプリツェの海岸リゾートで出会っている。この時ゼーバルトは詩人のエリーザ・フォン・デア・レッケと旅行中であった。1812年にテプリツェで再会すると作曲家の心を射止めた。1815年10月17日、ゼーバルトはベルリンの法律顧問官であったルートヴィヒ・クラウゼ（1781年-1825年）と結婚するが、夫に先立たれてしまう。一方独身のままだったベートーヴェンは、5年後にヒアナスジオ・デル・リオに対し自分は恋に落ちた女性に幾ばくかの望みを持っていると語った。
ゼーバルトは結婚後の歌唱指導者として仕事をしていたとみられている。門下からはルイーゼ・フォン・メクレンブルク＝シュトレーリッツ大公女にメダルを授与されたリリー・パルテイらが輩出している。

## ベートーヴェンの恋文
ベートーヴェン学者のヴォルフガング・アレクサンダー・トーマス＝サン＝ガリは1910年、ベートーヴェンが1812年7月6日、7日にボヘミアの温泉療養地であるテプリツェで書いたと判明している、宛先不明の有名な「不滅の恋人書簡」の受取人がゼーバルトだったとの説を提唱した。トーマス＝サン＝ガリの説は現在では議論されていない。